# Celso Román
Celso Román (Bogotá, 6 de noviembre de 1947) es un poeta, escritor y médico veterinario colombiano. Se influye en la literatura infantil dentro de sus obras literarias los amigos del hombre

## Biografía
Celso Román nació en Bogotá el 6 de noviembre de 1947, estudió medicina veterinaria en la Universidad Nacional de Colombia, recién graduado optó por el camino de la literatura y el arte para lo cual ingresó a la facultad de artes en la Universidad Nacional de Colombia. Combina muy bien sus labores como escultor y escritor con la docencia, es profesor de bellas artes en la Universidad Pedagógica, en la Universidad Jorge Tadeo Lozano y en la Nacional.También escribió más de 60 libros para niños,jóvenes y adultos.

## Obras
- Los amigos del hombre (1979)
- Cuentos para tiempos poco divertidos  (1980)
- Las cosas de la casa (1986)
- El maravilloso viaje de Rosendo Bucurú (1988)
- Los animales domésticos y electrodomésticos (1993)
- Elías Hoisoi (1995)
- Los animales fruteros (1996)
- El imperio de las cinco lunas (1998)
- Fu, el Protector de Artistas (2001)
- El parque (2002)
- El barrio  (2003)
- El libro de las ciudades: compilación de un recorrido por lugares no imaginados (2004)
- Jaguar de la Luz y Aguila de Fuego (2008)
- Mi papá es mágico (2009)
- El puente está quebrado (2010)
- El árbol de los tucanes (2012)
- El soñador del estanque (2013)
- Expedición La Mancha (2015)
- El gusanito investigador (2018)
- El Trebol Magico de Las Tres (2019)
- Otivita (2003)